# Paul Balban
Paul John Balban es un político gibraltareño, dietista registrado y ex conductor de taxi. Fue elegido por primera vez al Parlamento de Gibraltar en las elecciones generales de 2011 y ahora es un ministro del Gobierno de Gibraltar, miembro del Partido Socialista Laborista de Gibraltar (GSLP). Está casado y tiene tres hijas.

## Biografía
Paul Balban está casado con Gina y tiene tres hijas. Durante muchos años, ha trabajado como taxista en Gibraltar, y fue tesorero del Comité de la Asociación de Taxis de Gibraltar. Estudió Nutrición y Ciencia de los alimentos en la Oxford Brookes University y también tiene un título de Postgrado en Dietética del King's College de Londres. Más tarde se convirtió en un dietista registrado, practicando en la Central Clinic, en Horse Barrack Lane, Gibraltar.

### Carrera política
Balban fue nominado para la Ejecutiva del GSLP en febrero de 2007, y fue uno de los diez candidatos de la alianza GSLP-Liberales para participar en las elecciones generales de ese año, pero no fue elegido como uno de los diecisiete miembros del Parlamento. Fue elegido al gobierno en las elecciones generales de 2011 con 8.281 votos. El ministro principal recién elegido, Fabian Picardo, ha nombrado a Balban como Ministro de Tráfico, Salud y de Seguridad y Servicios Técnicos.